# 김구 (문의공)
김구(金絿, 1488년 ~ 1534년)는 조선 중기의 문신으로 자는 대유, 호는 자암(自庵)과 삼일재, 시호는 문의, 본관은 광산(光山)이다.

## 생애
1507년 생원과 진사에 모두 장원 급제해 시관을 놀라게 했고 1511년 별시문과에 을과로 급제해 홍문관정자가 되고 1515년 부수찬, 1519년 부제학에 승진되었다. 그러나 1519년에 기묘사화로 조광조, 김정 등과 함께 투옥되고 개령으로 유배당했다가 다시 남해에 안치되었다.
1531년 임피로 옮기고 1533년 겨우 풀려나와 고향 예산으로 돌아와 죽었다.
글씨가 뛰어나 조선 전기 4대 서예가로 유명하며 서울 인수방에 살아서 그의 서체를 인수체라 했다. 사후 선조 때 이조참판에 추증되고 예산의 덕잠서원, 군산의 봉암서원 등에 배향되었다.
문집에는 《자암문집》, 작품에 《이겸인묘비》, 《자암필첩》, 《우주영허첩》 등이 있다.

## 가족 관계
- 할아버지 : 김사예(金司藝)
  - 아버지 : 김계문(金季文)
  - 어머니 : 이겸인(李兼仁)의 딸 - 전의이씨
    - 부인 : 김해김씨
      - 장남 : 김용(金鎔) - 조졸
        - 손자 : 김갑(金韐) - 생부 김균(金鈞)
        - 손녀 : 안세복(安世復)에게 출가

      - 차남 : 김균(金鈞)
        - 손자 : 김온(金韞)

      - 장녀 : 이사항(李思航)에게 출가